# CCR2
CCR2 (рецептор C-C-хемокинов 2, англ. C-C chemokine receptor type 2) — рецептор β-хемокинов млекопитающих класса интегральных мембранных белков. CCR2 преимущественно отвечает за специфический хемотаксис моноцитов под влиянием MCP-1 (CCL2). Рецептор представлен димером молекул CCR2, сопряжённых с гетеротримерным G-протеином. CCR2 задействован в проникновении моноцитов в очаг воспаления. Рецепторный белок имеет две изоформы: hCCR2A — 374 аминокислот, hCCR2B — 360. Атомная масса молекулы hCCR2A — 41914 Да.
Рецепторы конституционно экспрессируются на моноцитах/макрофагах, включая их гемопоэтические прекурсоры, моноцитах линий Mono Mac 1, 6, THP-1, 2, B-клетках MALT и периферической крови. Периферические T-клетки экспрессируют рецептор после активации и IL-2-стимуляции. В инфламматорных условиях — нейтрофилы, эозинофилы, NK-клетки, незрелые дендритные клетки, тучные клетки, кардиорабдомиоциты, остеокласты, клетки микроглии. Синтез CCR2 мРНК наблюдается в условиях воспаления в эндотелиоцитах, ряде других клеток печени, лёгких, сердца, тимуса, почек, селезёнки и костного мозга.
На моноците располагается от 2000 до 13000 димеризованных CCR2. Две детерминанты (104, 105) первой экстрацеллюлярной петли имеют особую роль в формировании аффинности. Позиция 100 является критичной для лиганд-индуцированной активации G-протеина, но не влияет на аффинность. Существенная роль в передаче сигнала интрацеллюлярным посредникам возложена на DRY-мотив G-протеина.
Кроме CCL2, CCR2 может быть активирован CCL8 (хемокин MCP-2) и CCL16 (хемокин LEC/Monotactin-1). Аффиность к лигандам составляет: MCP-1 — 0,5 нМ, MCP-2 — 3,0 нМ.

## Генетика
Ген CCR2 расположен на коротком плече 3-й хромосомы.

Выявлено несколько генетических вариантов гена CCR2. Мутация CCR2-64I представляет собой замену валина на изолейцин в положении 64 первого трансмембранного домена рецептора. Она является ВИЧ-протективной, так как уменьшает шанс проникновения ВИЧ в клетку и приводит к задержке развития СПИД. Тем не менее, механизмы защиты от ВИЧ не вполне ясны, так как рецептор CCR2 очень редко используется вирусом как корецептор, данная мутация не вызывает изменения количества рецепторов CCR2 и не влияет на передачу сигнала от CCR2-специфичных лигандов. Распределение мутации CCR2-64I в различных этнических группах показывает определённые различия. С достаточно высокой частотой CCR2-64I встречается в популяциях Средней Азии — у казахов (46,9 %) и киргизов (37,5 %). Русские, украинцы, татары, удмурты демонстрируют средние значения частоты этой мутации (от 10 до 20 %).
Некоторые генетические варианты гена CCR2, по-видимому, могут приводить к развитию саркоидоза.